# Unione Sportiva Foggia 1939-1940
Questa voce raccoglie le informazioni riguardanti  l'Unione Sportiva Foggia nelle competizioni ufficiali della stagione 1940-1941.

## Rosa
| N. |                   | Ruolo | Calciatore            |
| -- | ----------------- | ----- | --------------------- |
|    | Italia (bandiera) | C     | Adelmo Baldi          |
|    | Italia (bandiera) | A     | Vito Battaglia        |
|    | Italia (bandiera) | A     | Giordano Belardinelli |
|    | Italia (bandiera) | C     | Giovanni Bratta       |
|    | Italia (bandiera) | C     | Umberto Caputo        |
|    | Italia (bandiera) | A     | Giacomo Catalano      |
|    | Italia (bandiera) | A     | Attilio Chiaruttini   |
|    | Italia (bandiera) | A     | Pasquale Curcetti     |
|    | Italia (bandiera) | D     | Antonio D’Argenio     |
|    | Italia (bandiera) | D     | Raffaele De Meo       |

| N. |                   | Ruolo | Calciatore        |
| -- | ----------------- | ----- | ----------------- |
|    | Italia (bandiera) | P     | Pietro Di Manco   |
|    | Italia (bandiera) | A     | Dilio Donnini     |
|    | Italia (bandiera) | C     | Remo Frigerio     |
|    | Italia (bandiera) | C     | Alfredo Galante   |
|    | Italia (bandiera) | D     | A. Giampietro     |
|    | Italia (bandiera) | C     | Vincenzo Marsico  |
|    | Italia (bandiera) | C     | Luigi Matrella    |
|    | Italia (bandiera) | A     | Dante Rossi       |
|    | Italia (bandiera) | C     | Ermenegildo Soci  |
|    | Italia (bandiera) | P     | Vincenzo Toriello |